# Semaeopus simplex
Semaeopus simplex är en fjärilsart som beskrevs av W. Warren 1905. Semaeopus simplex ingår i släktet Semaeopus och familjen mätare. Inga underarter finns listade i Catalogue of Life.